# 斉藤貴史
斉藤 貴史（さいとう たかし、1995年2月23日 - ）は、日本の元男子プロテニス選手。橋本総業ホールディングス所属。JTAランクの最高順位はシングルス11位。

## 来歴
石川県河北郡津幡町出身。相生学院高等学校を卒業。
5歳でテニスを始め、2007年に全国選抜ジュニアテニス選手権U12で3位入賞。翌年、日本テニス協会ジュニアナショナルメンバーに選出。
2010年から2012年にかけ、全日本ジュニアテニス選手権ダブルスで3連覇を達成。2013年1月には、全豪、全仏、全米オープンジュニアチャンピオンシップに出場し、ジュニア時代から頭角を現す。同年プロに転向し、昭和の森フューチャーズで優勝。
2014年、全日本テニス選手権シングルスで3位となる。また、全日本テニス選手権でベスト4に進出した。
2018年、軽井沢フューチャーズのシングルスで優勝した。
2021年4月、行われたプロ、学生を混ぜた団体戦、盛田正明杯に、橋本創業チームのキャプテンとして出場してチームを優勝に導き、MVP表彰を受けた。